# Selliguea quasidivaricata
Selliguea quasidivaricata là một loài thực vật có mạch trong họ Polypodiaceae. Loài này được (Hayata) H. Ohashi & K. Ohashi mô tả khoa học đầu tiên năm 2009.